# Natural Language Toolkit

Analiza składniowa wykonana za pomocą NLTK

Natural Language Toolkit, znany też jako NLTK – zestaw bibliotek i programów do symbolicznego i statystycznego przetwarzania języka naturalnego.
NLTK zawiera demonstracje graficzne i przykładowe dane. Autorzy przygotowali również książkę opisującą pojęcia wykorzystywane w NLTK.